# Paul Georges Klein
Pour les articles homonymes, voir Klein.
Paul Georges Klein, né à Longwy le 20 septembre 1909 et mort à Arles le 23 décembre 1994, est un artiste français.

## Biographie
Paul Georges Klein a surtout vécu à Paris et en Wallonie, exerçant la peinture, le dessin et l'illustration.
En 1970, il s’installe à Temploux, rue Sainte Wivinne, dans une grande ferme qu'il appellera Templerie des Hiboux et y aménage son atelier. Il fonde en 1982 l’Académie des Arts Paul G. Klein. Il part en 1987 pour la Provence, où il meurt en 1994.
Il a illustré de nombreux livres (François Villon, Jules Romains, Charles De Coster...) et peint de nombreux sujets, privilégiant les musiciens et le spectacle.
Il a été l'ami de Georges Brassens et de Jacques Brel, qui le qualifiaient de « dernier ogre à boire de la tendresse ». Il est d'ailleurs le peintre que l'on voit dans le clip de l’Éclusier et à qui Brel s'adresse quand il dit « Klein, mets moi un petit éclusier » par plusieurs fois dans la chanson, créant ainsi un jeu de comique de scène.

## Expositions
Il a été lauréat du prix Hallmark et du prix de la peinture contemporaine en 1949.
Il a été sélectionné à l'exposition internationale de dessin à New Delhi en 1954 et créé la première biennale de Bruges en 1958.
Plusieurs de ses œuvres peuvent être vues au Musée municipal des émaux de Longwy.
Classé comme artiste wallon, une de ses peintures est conservée au musée Gaspar d'Arlon (Belgique).